# 山の水族館
山の水族館（やまのすいぞくかん　YAMA NO Aquarium）は北海道北見市留辺蘂町（るべしべちょう）の温根湯温泉（おんねゆおんせん）にある淡水魚の水族館。北の大地の水族館とも呼称される。

## 概要
大雪山のふもとに建つ水族館で、淡水魚を展示している。前身の「山の水族館・郷土館」は集客減が続き、2012年のリニューアルでは3億円余りの予算が提示され、これを受けて、水族館プロデューサー・中村元が新しい水族館を監修した。世界初の「川が凍る水槽」や、日本初の「滝つぼ水槽」などがつくられ、リニューアルして半年以内に、前年比数倍の入館者を集めた。巨大イトウを群れで飼育したり、温泉（冷泉）を利用したりしている。また、水族館の温泉水は魚の成長を早めることが確認されている。

## 山の水族館・郷土館
「山の水族館・郷土館」は、1978年(昭和53年)4月29日～2011年11月6日に大雪山の麓に設置された公立水族館で、郷土館を併設していた。
山の水族館は、当時の留辺蘂（るべしべ）町長が「海に水族館があるのは当たり前。山でも川には淡水魚がいる。山に水族館があってもいいのでは」と観光開発の意義を述べ、コンピュータソフト会社から転職した臨時職員が、北海道外の水族館を視察し、山の水族館のコンセプトを「北海道の淡水魚を収集」、「熱帯魚も扱う温泉水族館」と企画し、留辺蘂町が建てている。以下は北見市の案内である。
温根湯（おんねゆ）温泉は、高度経済成長と共に団体客を集めて賑わい、
水族館開館の1978年に入館者は5万人を超えた。
児童の社会見学施設としても利用され、開館後6年の間、年間4万~5万人台の入館者を維持していた。
のちに、水族館の周囲には道の駅おんねゆ温泉が整備された。道の駅の建物や付属施設（果夢林（かむりん）の館、クリーンプラザおんねゆなど）が建てられると、水族館はそれらの陰に隠れた。また、山の水族館・郷土館は、冬期間は気候が厳しく客足が落ち込むため休館していた。
開館後、数年たつと入館者は減少傾向となり、水族館前の広場に世界最大級の「からくりハト時計塔」が完成した1996年には入館者4万5千人台に回復したものの、98年以降は2011年の閉館まで2万人台に落ち込む。
また、水族館のそばにある温根湯（おんねゆ）温泉街は賑わいがなくなり、ホテルや店の廃業も相次ぎ、シャッター通りとなった。
水族館の経営も年間200-300万の赤字であった。
赤字続きで危機的状況となり、リニューアルを計画された。
ある職員は2006年に、「温根湯（おんねゆ）の道の駅や山の水族館から新北見市の観光資源を発信する工夫が必要」と述べている。また、当時から勤めていた別の職員はリニューアル後の取材で、このころの展示手法は水泳プールのような薄水色の水槽の中で魚を泳がせる展示であったと述べ、また、「面白さがなかった」とも述べている。一方、リニューアルに関わった北見市職員は「北海道開拓記念館だって月何千人の世界。名も知られていないミニ水族館としては、入館者が来ていた方だった」と自評する。また、北見市職員を取材した朝日新聞も、冬期休館する施設としては「健闘」していたと、報じている。

## リニューアル
「山の水族館・郷土館」は、2011年11月6日に、老朽化や集客減などの理由で一旦閉館した。
道の駅内にからくりハト時計塔などの施設が出来て、水族館が建物の陰に隠れてしまったこともあり、道の駅内で国道側に数十メートル移築することになった。
そして国の「まちづくり交付金」を活用して、移築工事が実行され、2012年7月7日、新たな「山の水族館」へとリニューアルした。
「山の水族館」の建設費は、当初の予算（案）は約2億5千万円だったが、のちに地元の支援を受けて約3億5千万円の予算となった。取り壊し費用、イベント費用などを合わせて総事業費は約4億4千万円である。
また、旧「山の水族館・郷土館」は、留辺蘂（るべしべ）の町の歴史を紹介する郷土館を併設していたが、移築に際して廃止となっている。この郷土館には開拓期の留辺蘂からイトムカ鉱山までの景観を模した巨大なジオラマが設置されており、再現された無加川には常に水が流れ、また15分に一度、留辺蘂の歴史を題材にしたビデオが「マルチスクリーン」と銘打った、モニターを並べた大型スクリーンで放映され、映像が終わると木材運搬のSL模型が実際に走行するという手の込んだ作りになっていたが、リニューアルされた水族館に引き継がれることはなく分解され、一部が地元施設に引き取られた以外は処分されてしまい、イトムカ鉱山の部分も失われてしまった。

### リニューアル計画
北見市は水族館の職員に「できるかどうかは別として、好きなように希望する図面を描いてほしい」とアイディアを募り、職員はアイディアを作った（のちに水槽として実現しているものもある）。
また、水族館の職員から会議の際に「この先生を呼んでほしい」と相談され、提示された人物は、水族館関係の著作物によく名前が出てくる水族館プロデューサーの中村元であった。2億5千万円という水族館にしては低額の予算であるため、役所内で異論のある中、職員が中村に頼みに行くと、案に反して快諾された。
中村が加わったあとに行われた水族館のリニューアル検討の勉強会で、中村が講師として語った助言は以下である。
2010年9月に設計業者が決まると、中村はしばしば会議や打ち合わせに赴き、また電子メールでも詳細なアイディアを語った。そして、中村は次のように発言した。

建物はD型ハウスでも倉庫でもいい。展示水槽に金をかけよ。水槽は特徴的な大水槽3つがあれば、あとは色々要らない
—『おんねゆ温泉・山の水族館』を核とした地域再生  北見市留辺蘂総合支所

ほかに、水族館の現場職員から「小さな展示水槽もいろいろ欲しい」というリクエストや、留辺蘂総合支所から「留辺蘂は木材のまち。ぜひ木造で」などの意見が出て、調整がつかないこともあった。
最終的には、監修者の中村が描いたレイアウト図を基調に基本設計ができあがった。
基本設計と共にまちづくり協議会に報告された中村の提言は以下である。

### 現場監修
建設段階でも、中村元は現場監修にしばしば訪れ、事業費の切り詰めのために、水族館機能の根幹を除いて、役所の担当課や施工業者が唖然（あぜん）とするほど仕様や設備などのグレードを落とした。報道では以下のように表現される。

壁の板を薄くしたり、施設の裏側は裸同然のままにしたり、化粧板を使わず塗料を塗ったり。そんな工夫で3千万円削った。（中略）水槽の高さや配置、展示方法など、中村さんや職員から次々注文がつき、設計業者が音を上げたほどだった。
—『朝日新聞デジタル』 2013年4月3日

北見市民も建設費の削減に協力し、擬木は高価なため使えないので造林業者が原木を提供したり、展示される池（四季の水槽）の河川林の草木植栽を職人がボランティアで行ったりした。「四季の水槽」の石積作業は水族館の現場職員が自ら行った。

### 名称
「山の水族館」という名称は1978年の開設以来もちいられるが、報道では「このユニークな名前は、淡水に住む魚だけを集めているから」と紹介されている。
当初、リニューアルの際に、水族館の名称も新しく「おんね湯水族館」などに切り替える予定であった。
「おんね湯水族館」（仮称）は新聞にも報道され、
中村は「北の大地の水族館」（おんねゆ温泉 北の大地の水族館）を自案として、市民らに提示していたが、
結局は地元議会の産業経済常任委員会の議員らが「地元になじんだ名前を消すのか」と主張したため、古い名前のままとなった。
中村元はテレビ受けや集客数を気にしてこの名称を「魅力が薄い」と指摘しているが、地域住民らの愛着もあり、そのまま用いられている。

### 総工費
通常は水族館の改修には数十億円かかる。山の水族館がおよそ3億5千万円（総事業費4億4千万円）でリニューアルできた理由について、この水族館のプロデュースをした中村元は地下水が大量かつ綺麗なことをあげている。水族館の地下水はリニューアル前から水量が多く、そのまま水槽に流し込み排水できている状態（かけ流し状態）であった。また通常は水量が多くなれば濾過装置も大きく高価になるが、この水族館の地下水は清涼であるため濾過装置がなく、リニューアル前はゴミ取りのガーゼをつけただけであった。よって、通常は予算の約半分を使う水族館の心臓部である濾過装置は、この水族館では必要ないと考え、低予算かつ「日本の川水槽にしては異例の大水量の水族館」で建築できるとの判断につながった。
著名な水族館を改修したことで知られる中村がボランティアでプロデューサーを引き受けた理由について、北見市は「内緒」と発表している。当初、建設費は2億5千万円が提示され、中村は建設予算が少なすぎることを理由に水族館移築を諦めるように促したが、交渉相手の水族館職員から「（水族館を）街の活性化につなげたい」と説得され、例え負け戦でもベストを尽くそうと思い直し、お互いの意見が一致した。

## 山の水族館
リニューアルした館には、屋外にある川の水面下を断面図のように観察でき、冬は水面が自然に凍る世界初の「川が凍る水槽」（半水面水槽）、日本初の「滝壺を下（底）から見る水槽」、日本最大級の「天然イトウ大水槽」など21個の水槽がある。改修は、複数の水族館で行動展示を実施した実績のある水族館プロデューサー・中村 元がプロデュースした。
中村は、水の中にいるような水中感と浮遊感、自身が"水塊"と呼ぶ水のかたまりを感じることや、“行動展示”ないし“自然のまま”とも表現される「生き物を動かすこと」の2つにこだわった。
加えて総工費約3億5千万円という予算にあわせて建設費の削減に努め、自身もボランティアで制作・監修を行い、「淡水水族館としては日本最高の水塊を誇る」と自負する施設をプロデュースした。また中村は、「川の展示における水塊」としても“日本初”と考えている。

### 集客
館は2012年に改装し、各種報道で取り上げられ冬でも客足が衰えなくなった。開館当初の目標は20万人の集客であった。
2013年2月、毎日新聞は「入場者が17万人を超えた」と報じた。同月にNHKは山の水族館を「北海道で人気急上昇のスポット」として、その人気の秘密は「自然界での魚の暮らしを、普段は見られない角度から見られること」だと報じた。また、東京大学のロバート・キャンベル教授は、日本テレビ番組内で「リアリティを求めている今の世の中に通じている。」と述べている。
2013年4月に朝日新聞がまとめたところによると、山の水族館のリニューアルは「テレビで30回以上取り上げられ、全国放送も10回以上。生中継された番組もあった」と、メディアを活用して客が殺到している様子を伝えたうえで、「爆発的なブームとも言える現象」と表現している。また、同4月13日に、NHKは「新装オープンからおよそ9か月で、前年度の10倍の20万人に達した」と、全国放送のニュースとして報道している。年間5万人の入館者を見込んでいた北見市は「予想を大きく上回るスピード達成」と述べている。この4月単月の入館者数は2万2,519人であるが、ゴールデンウイーク前半の4日間（4月27～30日）は8,741人、後半（5月1日～6日）は2万2,599人となった。5月3日には、一日の入館者は水族館創設以来初めて5千人を超え、翌4日は5,800人、翌5日は6,013人を記録している。また、地元紙は、同年5月のゴールデンウィークについて、「入館を待つ長い列」があり、「（館内が）身動きが取れないほど賑わった」と伝えている。

### 入館者数推移
- 旧水族館が年間入館者19,223人で最終年を終える[45]。年間最高入館者数は52,150人[46]。冬季は休館していた。
- 2012年7月7日にオープンし1,000人以上の来館者を集める[6]。
- 同7月24日、改修後2週間で旧・水族館の年間利用者2万人を超える[46]。
- 改修後1か月の8月10日で、旧水族館の最高客数で、年間予想利用者数の5万人を達成[47][48]。14日には一日4,997人を記録[48]。
- 改修後2か月の9月12日で、10万人達成[48]。
- 同年11月14日、15万5019人[40]。
- 同年12月、16万人を超えたと公表[49]。
- 2013年2月、17万人に達したと報道[1]（中村の見込みが初年度17万人）[26]。
  - 同年3月、18万人を超えたと報道[50]。また同3月に19万人に達する[10]。
  - 同年4月13日、20万人に達したと報道[42]。5月5日は6,013人を記録[44]。
  - 同年7月6日まで、1年で、29万4385人[51]。7月12日に30万人に達した[52]。
- 2014年5月7日、入館者50万人に達したと報道[53]。

2012年7月24日に、集客が2週間で2万人を超えたことについて、中村は、「建設費わずか3億数千万円での集客は、費用対効果が最高の水族館」と述べている。また、大人の有料入館者率が87パーセントと高率なのを、「近年の新しい有名水族館を上回る数値」としたうえで、大人向けの展示である「“水塊”の展示が効果を上げた」と評した。加えて山の水族館では冬季休館をしないことについて、温根湯（おんねゆ）温泉は20世紀末から過疎化が進み、大通りもシャッター通りになっているが、「水族館の単体としてだけではなく、街づくりを手伝いたい」と述べている。中村は「5年後の安定的5万人維持」を目標に掲げている。

### 経済効果
北見市がシンクタンクの北海道二十一世紀総合研究所（札幌市中央区）に依頼して試算させた所、北見市留辺蘂町温根湯温泉にある山の水族館が、改築した2012年7月から2013年3月までの約9か月間に25億6,000万円の北見市内の経済波及効果を起こした、という結果が2013年3月にでている。集計によると、山の水族館は2012年7月から4か月間の入館者数が前年の16.3倍となり、隣の郷土品販売の「果夢林（かむりん）の館」の来館者数は3.26倍になり、おんねゆ温泉の宿泊客数は2012年7月～9月、前年同月比がマイナスから15～19％のプラス（増加）に転じている。

## 施設
旧・山の水族館・郷土館も、新・山の水族館も、巨大イトウを始め、北海道内に生息する淡水魚のほか、温泉水を利用して熱帯魚を展示する日本でも異色の水族館として知られ、北海道内の淡水魚を中心に、世界の熱帯魚も含めて50種類以上が飼育されている。旧館では2000年には辰年記念として、海水魚のタツノオトシゴを飼育することもあった。山の水族館へのリニューアル後も飼育種はほぼ変わらないが、前述のとおり、川の流れの再現や、水面に氷を張らせるなどの生態展示を行う。そして展示は大きく「北海道の森と川」エリアと、「世界の熱帯魚」エリアの2つに分けられている。
また、山の水族館の地下水は毎分200リットルの水量が計画されている。この水族館のリニューアルをプロデュースし、世界初の「川が凍る水槽」を発明した中村によれば、この地には、「豊富な地下水、厳しい寒さ、“魔法”の温泉がある」とし、地域の温泉と自然をマッチさせれば小さな水族館でも大きな魅力を持たせられると判断し、その特性を生かして水族館を作っている。また、中村は、日本初の「滝つぼ水槽」、「記念撮影ができるアーチ型水槽（門型の水槽）」、「金魚の万華鏡型の水槽」（360度魚を観察できる水槽）、「2つの水槽で構成するケーキ型水槽」などを考案・発案したのは、水族館職員だとも述べている。

### 冬に凍る川の水槽
リニューアルで設置された「北の大地の四季の水槽」のことである。北海道の激流に生息する魚類を展示したもので、留辺蘂（るべしべ）町の無加（むか）川をイメージしているという。水槽の川には、オショロコマやヤマメ、ニジマス、ブラウントラウト、アメマス、ミヤベイワナ（2013年7月より飼育展示）など6種以上の淡水魚が展示され、氷の下をゆっくり泳いだり、川底でじっとしていたりする姿が観察できる。1月の平均気温が-9.6度で、厳冬期には最低気温が-20℃以下になる屋外に設置されている。普段は流れている川が厚く全面結氷する様子が観察でき、水族館はこれを「世界初・世界唯一の展示」としている。
中村は、館にはヤマメやマスといった一般的な魚しかいないため、魚での集客は不可能と判断し、頭を悩ましていたが、温根湯（おんねゆ）温泉の隣のつるつる温泉で露天風呂に入浴した際、体は温かいのに髪の毛が凍りついた体験をし、この地の自然を用いることに着想を得た。穴（池）を掘り、それを館内からガラス越しに見られるようにしただけの屋外の展示になった理由を、北見市は予算の低減化のためとしている。その一方で留辺蘂（るべしべ）は北海道でも寒さが厳しい地方としられ、中村はそれを「誇り」や「冬の魅力」、「武器」にすることを思いついたとしている。「超厳寒というこの特性はどこにも真似できない」、「本州の水族館で冬を再現するには巨大な冷凍設備が必要」と、中村はいう。テレビ東京のNewsモーニングサテライトは「弱みを強みに変えるという逆転の発送」と報じ、街の活性化にもつながっていると報じている。
この水槽の激流は、豊富な地下水と、ドイツ製の「すごい流れを作り出すポンプ」により実現された。中村によれば、濾過の必要のない井戸を掘りあて、豊富な地下水が手に入り、北海道の淡水魚なら循環ろ過の設備が必要なくなり、その分経費が削減できたと説明した。一台で最大3.3メートル毎秒の流れを作り、整流機能で5m先まで水流がとどく起流ポンプを使うのは、川の水を全て凍らせないためであるとしている。水槽の底の多数の石は、水族館の職員自ら収集し、全て手洗いして敷き詰めている。その成果もあり、魚の産卵行動も見られている。
開館最初の2012年には、この水槽が世界で初めて完全に結氷する日（24時間、水面が氷で覆われた日）を当てるクイズも行われ、結果は2013年1月18日だった。この地方の川は5-6センチは凍るというが、この時期にしては暖かい気温のため、氷の厚さは2センチ弱であった。水族館職員はガラス面が凍り付かぬように、厳寒期でも水槽に潜ってメンテナンスをしている。
屋外展示は水辺には草と樹木が育ち、季節ごとに変わる。春に芽吹き、夏は茂みを形成、秋には紅葉し、冬は積雪し川が凍るといった北海道の渓畔林の光景がみられるように設置されている。

### 滝つぼ水槽
リニューアル後の山の水族館は、「生命がきらめく滝つぼ」という水槽が、水族館の展示の最初にある。「日本初」とされる滝つぼを下から見る水槽である。豊富な地下水に依り、大量の水を強力なポンプ3台で送り込んで滝壺を形成し、滝壺の水中光景を下から見上げる半ドーム状（半トンネル型）で、長径7m、短径5m、深さ約2mの楕円形をした水槽を用い、激流に逆らう魚の展示を行っている。ベニヤ板で滝の水量を調整することにより、コストを削減している。
構想段階でドーム型のトンネル水槽を水族館職員に熱望されたが、当初、中村はドーム型水槽は経費がかさむと考えていた。その後、半ドーム型にすれば製作費も流水量も抑制できるとひらめき、実現した。中村が、床に座って見られるようになっていると紹介するように、下（底）から見る構造のため、泡立つ水と魚の腹を頭上にみることになる。中村は「滝つぼの主（ぬし）になった気分」で鑑賞することを薦めている。
また、中村は「擬岩」にこだわり、この水槽でも擬岩の監修に力を入れている。擬岩に中村独自の色付けをし奥行き感を出したこの水槽の製作過程をブログに公表している。

### イトウの大水槽

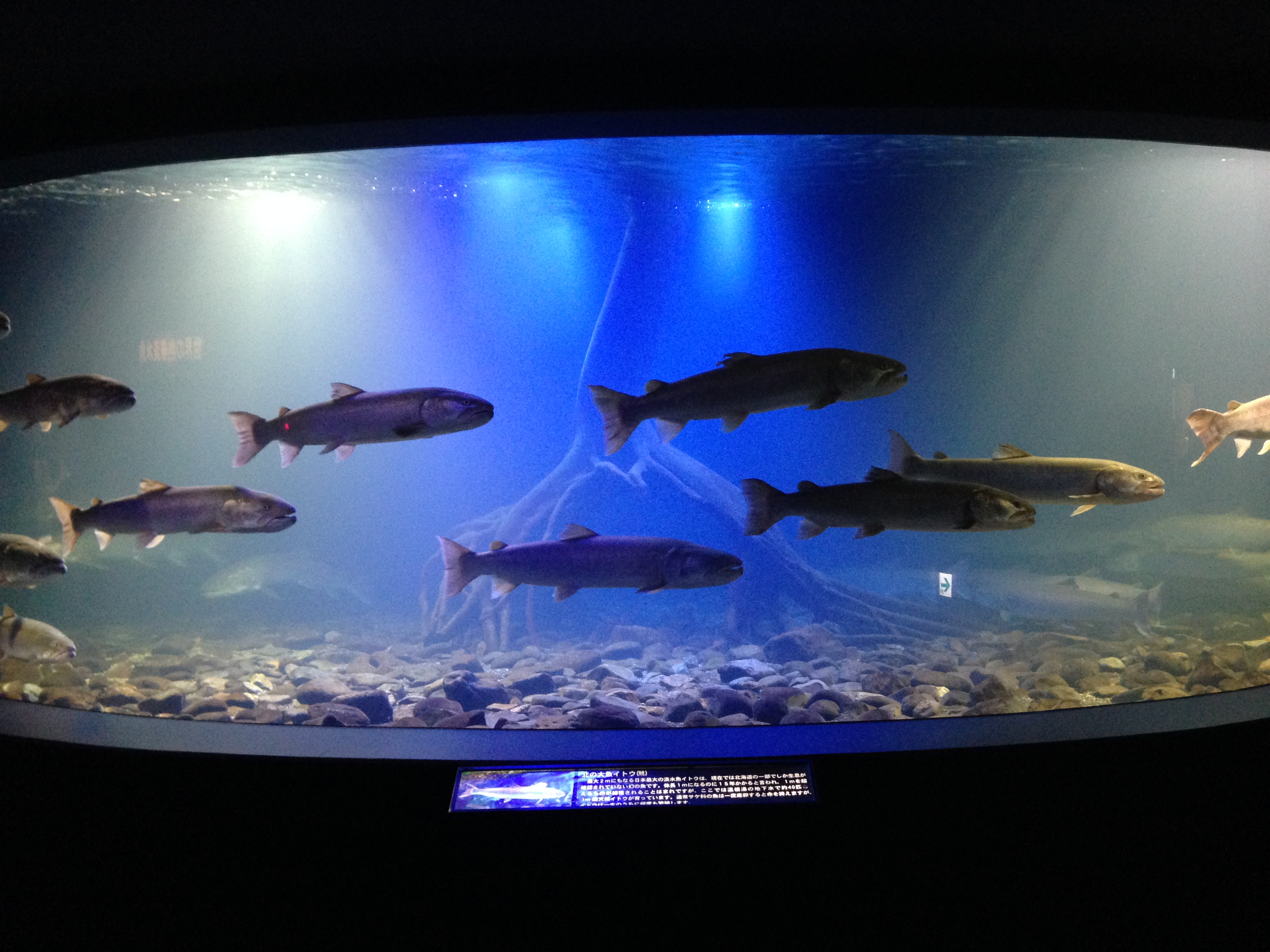
イトウを展示する大水槽

イトウは1978年の開館時から飼育されている。
リニューアル後は、大きなイトウ40匹ほど（2013年2月現在）が展示される長径7m、短径5.5m、深さ1.9mの大型楕円水槽があり、魚が傷つかぬように突起物をなるべく排除している。
中にいるイトウは各地の水族館にみられる養殖されたイトウではなく、川から捕ってきた天然物である。イトウは体長が1m級になるのに約15年かかり、大きくなったイトウは顔がいびつに崩れる。しかしこの水族館では顔が美しく均一が取れている。そのため、魚体の大きさや健康でも、天然産の頭数でも、日本有数の水槽となり、水族館プロデューサーの中村は「最も巨大できれいなイトウを見ることができる」と評する。
水族館では1メートル超のイトウを20頭以上（全40頭ほど）飼育するが、この規模は日本最大と考えられている。STV（札幌テレビ）は、これだけの数の1メートル級のイトウを育てている水族館は日本でここだけと紹介する。

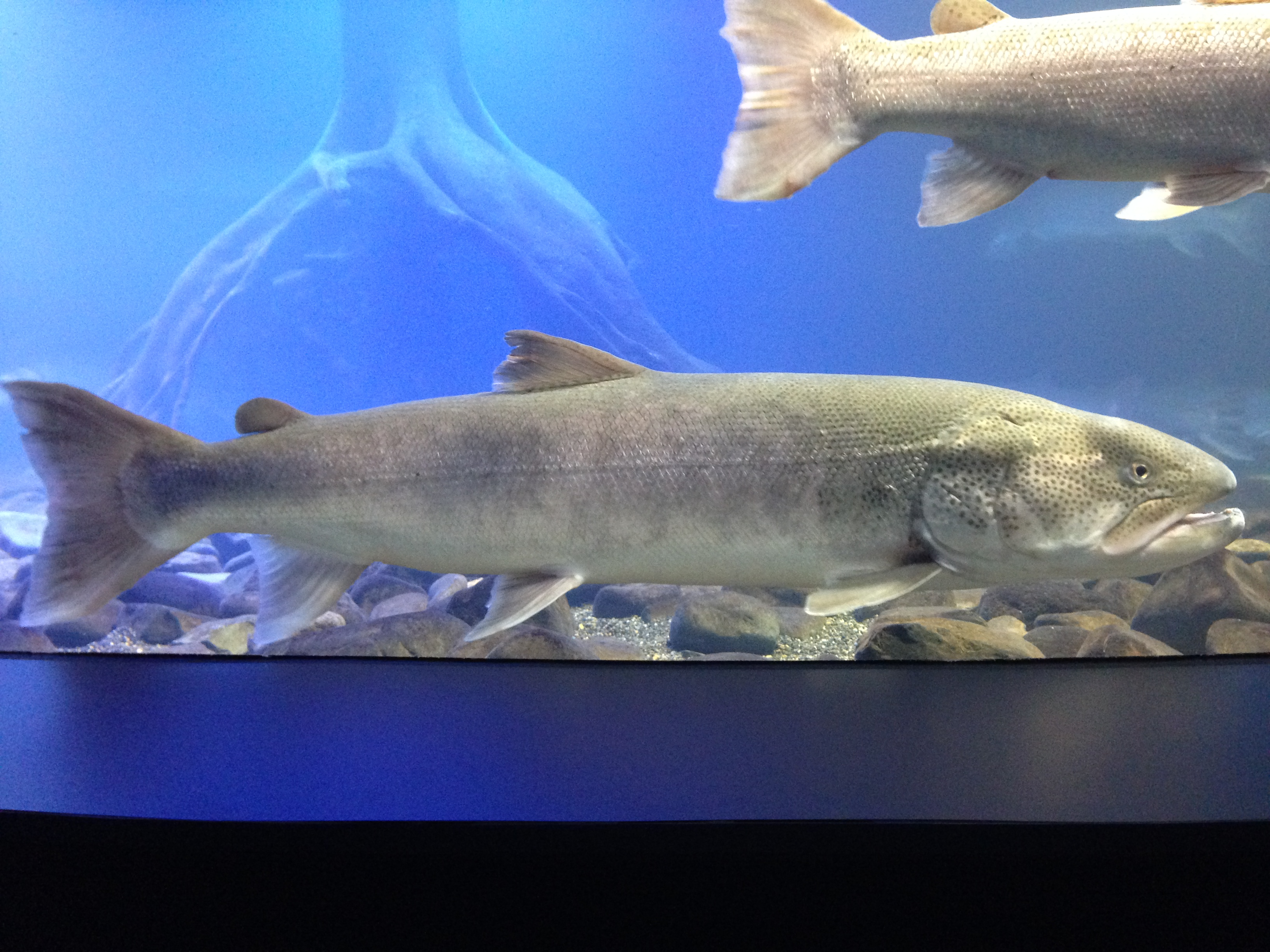
展示されているイトウ

この水槽はイトウの展示水槽としては日本最大で、50トンの地下水で満たされている。この地の地下水は透明度が高いため、その分水槽を大きくできて、濾過装置は要らないので建設費の削減も行えた。水槽の背景に沈められたイトウの隠れ家となる巨木は、コスト削減のため擬木ではなく地元の林業会社による本物の白樺の根である。提供時に生木だったため半年ほど池に浸けて樹液を落とし、大きすぎるため水族館の屋根を取り付ける前に納入した。また「職員が自ら底に敷き詰める石を探して、自ら敷き詰めた」という水槽は、この水槽のことでもあると中村は紹介する。職員が運び込んだ館内の石は総量で4トンに達し、工費の削減となった。
この水槽は地下水をそのままかけ流す方式のため、水が冷たい時期はイトウの動きが鈍くなったり、雪解け時期は水が濁り、透明度が低くなったりする。また、水族館職員によると、春になるとイトウは体が赤くなり、産卵が見られる可能性もあると紹介する。

#### アルビノイトウ
リニューアル前の2001年に、アルビノのイトウが、イトウの人工繁殖の研究をしていた北海道大学北方生物圏フィールド科学センター七飯淡水実験所から提供され、展示されていた。人工ふ化のアルビノイトウでは世界初の展示である。2007年に水族館に来た中村は「幻の白いイトウ」、「かなりデッカイ」と表現している。

### 川魚のジャンプ水槽
リニューアル後は、川魚が川の変化に合わせて遡上する習性を利用して、渓流をジャンプして遡上するヤマメ、オショロコマ、ウグイを展示する水槽もある。渓流を模した水槽に川魚を飼育し、約15分又は20分毎に水位を低くする。水量が減ると川魚は川の上流へ勢いをつけて段差を飛び越える、遡上（川上り）を始める。この水槽において、ヤマメが主となっているのは、温根湯（おんねゆ）の魚を全て試して、ヤマメがもっとも積極的に遡上するからだと水族館職員は説明する。サケ科の淡水魚類が遡上する水槽は、日本初展示である。
だが、リニューアル作業中は魚が飛ばなかった。
そのため、魚が実際に遡上するよう、魚種の選定のやり直し、水深、川底の形状、流れの強さなどの調整を繰り返し、水族館職員が休館中に3か月を超える実験・研究をし、自然な姿を再現できる水流と勾配を導きだして、オープン直前に完成している。
この水槽は、水族館職員が企画したが、当初、中村元には反対されていた。しかし水族館職員が「人々を喜ばせる水槽を作りたい」と造った。
職員は、埼玉県にある擬岩製作会社へ行き、細かい助言を行っている。のちの取材で、もっとも製作に苦心した水槽だったと職員は述べている。

### 世界の熱帯淡水魚
1978年の開館時から山の水族館は、温泉水で熱帯魚を展示する日本唯一の水族館であり、「新熱帯区の川」（アマゾン川が主）という展示があったり、東南アジアや、アフリカの熱帯魚を飼育していたりする。水族館は、地元の温泉水で飼育すると魚が早く成長し、大きな個体になることから、この温泉水を「魔法の温泉水」と表現している。ピラルクーが通常の2-3倍の速さで育ったという報道もある。館のバックヤードは、ビニールハウスのため、水中に日光が差し込み、魚は日光浴しながら過ごせる。「日光浴で色がくっきりしてきれい」になると、館は説明した。
ピラルクーやレッドテールキャット、タイガーショベル、コロソマ、ガーがいる水槽は、この水族館で2番めに大きな水槽で、幅5m×奥行き3m×高さ1.5mである。
世界の熱帯魚エリアは温泉水をタンクで運び込んで、加温と循環ろ過方式で運営している。熱帯魚のエリアでかけ流し方式とならなかったのは、加温の熱エネルギーの無駄を避けるためである。
2012年12月、北海道電力による計画停電への懸念から水族館は、停電で水温が下がって熱帯魚が全滅しないように、非常用発電機の導入することを決めた。

#### ハイギョ
2012年まで飼育されたアフリカハイギョ( Protopterus aethiopicus )は大きな個体で、日本と世界の150か所の水族館を見てきた中村が2007年にブログで感嘆の声を表し、2012年には、胴回りが大人の太ももより太くなっており「間違いなく日本最大」、「日本一の超巨大肺魚」と表現した。体長は1.7メートルあり、「日本最大」といわれていた。事業者の北見市も「アフリカハイギョの大きさは特筆に値する」とプレスリリースで紹介した。このハイギョが大きくなった理由について中村は、他の熱帯魚も大きく育っていることから、温根湯（おんねゆ）の豊富な地下水と良質な温泉水により病気せず育つからと説明している。
この水族館で18年ほど飼育されたアフリカハイギョは、リニューアルした1週間後の2012年7月14日まで生存した。年齢は推定20歳であった。
このハイギョの死について、北海道新聞は「水族館のシンボル」と報じ、寿命であることを伝えている。また、中村元（水族館プロデューサー）は「巨大イトウの群と並ぶ、ピンでの大スターだった」とブログに掲載している。このハイギョの死は全国版のニュース番組でも伝えられた。スターであったこの個体はのちに魚拓となり、水族館の壁面に展示された。

### いただきますライブ
リニューアル後の水族館ではイベントなどの際に、飼育する大型魚に生餌（ニジマスなど）を与え、捕食する様子を「いただきますライブ」や「行動展示パフォーマンス」として、イトウの大水槽やアマゾンの大水槽で行っている。
来館者アンケートで「餌を食べるところが見たい」という声が多かったため、行動展示の一つとして始めた。
この企画者の中村は、「魚類が魚類を捕食するプログラムは日本で行われておらず、捕食の瞬間にその生物の特別な能力を目の当たりにできる」と、「命をいただく」ということへの理解や食物連鎖の理解の大切さを説き、「食育プログラム」であると解説している。
このプログラムでは、餌として体長15～20cmのニジマス数十匹～100匹を水槽に放ち、大型魚がそれを追い一気にのみこむ様子が観察できる。水族館の担当職員は「生きるために力を振り絞る姿を見てもらいたい」と語り、「命のありがたさ、命の大切さ、命と命のつながりを再確認していただきたい」と解説する。
この行動展示について、STV（札幌テレビ）は、「決して“ショー”ではなく、“生きた勉強”になるのではないか」、また「魚たちの命と命のつながりをも見せることは山の水族館の理念だ」と報道している。

## 水族館の温泉水 (魔法の温泉水)
山の水族館の“新熱帯区の水槽”には中村元が「魔法の温泉水」と名付けた地元の温泉水を使う。水族館もそう表現したうえで、「還元力の高いおんねゆ温泉水で魚を育てると成長が驚異的に早く美しく育つ」とし、さらに、熱帯魚の大きさと美しさが「特筆に価する」とも紹介している。また、中村は、「地下水は透明度も高く雑菌も少ないので魚を美しいまま育てることができる」と紹介している。
旧・山の水族館・郷土館も、新・山の水族館も、昔から温泉水や地下水を利用している。2011年には、魚の飼育におんねゆ温泉郷の温泉（冷泉）を利用しているということで、NHKは「ギョッとするほど温泉三昧」とタイトルして、館のバックヤードで温泉浴をする魚を取材した。寒さが厳しい留辺蘂（るべしべ）では温泉利用が行われ、水族館も光熱費の節約に温泉水を使用する。NHKは「冬を温泉水で飼育された魚たちは“気持ちよくて食欲が増す”のか、通常の2倍近くの大きさに成長する」と伝えている。別のテレビ番組では「“巨大魚だらけ”の水族館」、「金魚も半年で10センチ以上に成長した」と放送している。2013年のテレビ朝日の「報道ステーション」では、地下水で育った熱帯魚と温泉水で育った熱帯魚の成長を比較したところ、温泉水で育った熱帯魚は巨大化していたとする結果を報道している。
この温泉水について、読売新聞は2006年に、「硫黄分を含まない温泉を引き込んだ水槽の“保養効果”は抜群」だと報じ、魚の食欲も増進していると伝えている。
2012年10月のSTV（札幌テレビ）では、ピラルクーが通常の2-3倍のスピードで成長することを伝え、温泉水の効果は調査中と報道している。
また、2012年の北海道新聞では、「魔法の温泉水」と銘打ったうえで、過去、旧・水族館は、約6キロの距離の「滝の湯の越冬施設」（現在は温泉飼育施設）に、休館中の冬季は魚を運び保養させたが、リニューアル後は2千リットルのタンクで留辺蘂（るべしべ）町滝の湯の冷泉（水温25度）を運び、飼育に使うと報道している。
さらに、2013年の毎日新聞は、温泉との因果関係は不明としながらも、「昔から、おんねゆ温泉はけがややけどに効くとされ、戦前には旧日本軍が湯治場として使った」と報じ、魚の肌つやがよくなることから、人間の肌つやにも利くと考え、科学的に証明されることを期待した。
同年の産経新聞は、魚が美しく成長が早いことについて、温根湯（おんねゆ）の温泉水は酸化還元電位の数値がとても高いための影響と、報道している。